# Puderspecht
Der Puderspecht (Mulleripicus pulverulentus) ist wahrscheinlich die größte bekannte noch existierende Spechtart. Er gehört zur in Südostasien beheimateten, nur drei Arten umfassenden Gattung Mulleripicus innerhalb der Unterfamilie der Echten Spechte (Picinae). Seinen Namen hat der Puderspecht von einem feinen, pulverartigen Überzug des Gefieders, der aus zerfallenden Halbdunen entsteht, und der möglicherweise ein Verkleben des Gefieders durch Baumsäfte oder Honig verhindert. Insgesamt ist diese Art noch sehr ungenügend erforscht. Aufgrund der unvermindert anhaltenden Zerstörung der tropischen Wälder im größten Teil seines Verbreitungsgebietes dürfte der Bestand um 90 bis 95 % zurückgegangen sein. Die IUCN stuft den Puderspecht daher als gefährdet (“vulnerable”) ein.

## Aussehen
Mit etwas über 50 Zentimeter Gesamtlänge und einem Gewicht bis über 500 Gramm übertrifft der Puderspecht den heimischen Schwarzspecht etwas an Größe und beträchtlich an Masse, ist aber deutlich kleiner als der nordamerikanische Kaiserspecht mit bis 60 cm Gesamtlänge, der möglicherweise seit 1993 ausgestorben ist. Er ist auffallend langhalsig und langschwänzig. In seinem Verbreitungsgebiet ist er unverwechselbar, nur im Flug könnte er bei schlechten Beobachtungsbedingungen für einen Nashornvogel gehalten werden. 
In ihrer Gesamterscheinung sind Puderspechte fast einheitlich schiefergrau, wobei die Bauchseite und die Flanken heller, die Steuer- und die Flügelfedern aber dunkler gefärbt sind. Der untere Bauchbereich und die Flanken können undeutlich blassgrau gestreift sein. Füße und Krallen sind schiefergrau, der lange, mächtige, etwas abwärts gebogene Schnabel ist gelblich, zur Spitze hin mehr hellgrau. Am Hinterkopf sind die Federn etwas verlängert, ein deutlicher Schopf ist jedoch nicht ausgebildet.
Die Geschlechter scheinen sich in Größe und Gewicht nicht zu unterscheiden; ein deutlicher Geschlechtsdimorphismus besteht in der Färbung des Wangen- und Kehlbereichs: Bei männlichen Puderspechten sind Kehle und Hals satt ledergelb gefärbt, zur Brust hin weist diese Färbung einige, individuell verschieden stark ausgeprägte, rötliche Einschlüsse auf. Unter den Augen tragen Männchen einen verkehrt halbmondförmigen, ziegelroten Malarstreifen. Bei den Weibchen ist die Kehle blassgelb gefärbt, alle roten Abzeichen fehlen.
Das Jugendgefieder ist merklich blasser und weist, insbesondere auf der Oberseite, einen deutlichen Braunton auf. Die Bauchseite und die Flanken sind etwas geflockt die Hals- und Kehlseite ist eher weißlich. Die roten Gesichtsabzeichen sind bei juvenilen Männchen ausgeprägter als bei adulten, gelegentlich weisen sie auch rote Scheitelabzeichen auf.

### Stimme
Für einen Specht dieser Größe ist der Puderspecht akustisch recht unauffällig, häufigster Ruf ist ein mehrsilbiges, wieherndes Woik, bei dem die erste Silbe etwas abgesetzt ist und höher klingt als die folgenden. Dieser Ruf wird vor allem im Flug geäußert. Familienmitglieder kommunizieren mit leisen, sanften, miauenden Tönen. Trommeln kommt vor, scheint aber nicht sehr häufig zu sein.

## Verbreitung und Lebensraum

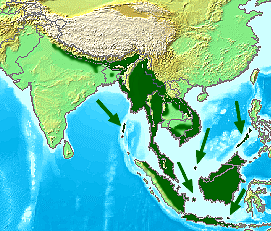
Verbreitungsgebiet des Puderspechtes

Das Verbreitungsgebiet dieser Spechtart erstreckt sich von den südlichen Vorbergen des Himalaja in Nordindien, ostwärts über Südnepal, Südbhutan, Sikkim und das südwestliche Yunnan, südwärts über Teile von Bangladesch und Assam, sowie südostwärts über weite Bereiche des festländischen Südostasiens bis zur Südspitze der Malaiischen Halbinsel. Puderspechte kommen außerdem auf Borneo vor, östlich reicht die Verbreitung bis in den Osten Javas, nordostwärts ist das zu den Philippinen zählende Palawan von M. pulverulentus besiedelt. Auch auf den Andamanen sowie einigen kleineren Sumatra beziehungsweise Borneo vorgelagerten Inseln wurden Brutvorkommen festgestellt. Die unter anderem von Winkler et al. dargestellte Verbreitung auf Sumatra konnte von Lammertink et al. weder für die Vergangenheit noch für die Gegenwart bestätigt werden, die Gründe für das Fehlen der Art dort sind unklar.
In seinem Verbreitungsgebiet ist der Puderspecht nirgendwo häufig, vor allem an der nördlichen Verbreitungsgrenze ist er eine sehr seltene Spechtart. Die dichtesten Vorkommen dürften im südlichen Vietnam sowie auf den Sundainseln liegen. Allgemein ist er eher ein Brutvogel der Tiefländer, in den Himalajavorbergen erscheint er bis etwa 1100 Metern, nur auf Borneo brütet er auch in höher gelegenen Gebieten.
Puderspechte bewohnen immergrüne tropische Regenwälder, bevorzugt solche mit einigen von mächtigen Bäumen bestandenen Lichtungen. Fallweise dringt er in Sekundärwälder und in sehr große Parklandschaften vor. In Küstengebieten brütet er auch in alten Mangrovenwäldern sowie in baumbestandenen Schwemmlandgebieten.

## Nahrung und Nahrungserwerb
Puderspechte leben hauptsächlich von Ameisen, nehmen aber daneben alle anderen verfügbaren Insekten und deren Entwicklungsstadien zu sich. Auch verschiedene Arten Stachelloser Bienen zählen zu den Beutetieren und können zumindest saisonal zur Hauptbeute werden. Wahrscheinlich gehören auch Früchte, Baumsäfte und Honig zur Nahrung dieser Art.
Bei der Nahrungssuche durchstreifen diese Spechte paarweise oder in Gruppen von vier bis sechs, manchmal auch bis zu zwölf Individuen ihr sehr ausgedehntes Nahrungsrevier. Oft sind sie mit anderen Spechten, wie dem Weißbauchspecht (Dryocopus javensis) oder dem Sultanspecht (Chrysocolaptes lucidus) vergesellschaftet. Meist halten sich diese Gruppen im oberen Stamm- und Kronenbereich hoher Bäume auf, im Westen Borneos wurden dabei Bäume über 31 cm Brusthöhendurchmesser deutlich bevorzugt. Die Bäume werden systematisch nach Nahrung abgesucht; dabei überwiegen einfaches Absammeln von der Stamm- oder Astoberfläche, Stochern und Bohren bei weitem tiefgreifendere Hackarbeit. Die Bewegungen am Stamm und im Geäst sind auffallend zeitlupenartig langsam und bedächtig. Ortsveränderungen werden in einem raschen, ziemlich geradlinigen Flug hoch über den Baumwipfeln zurückgelegt; in geringer Distanz ist ein beachtliches Fluggeräusch vor allem bei Richtungswechseln hörbar.

## Brutbiologie
Wahrscheinlich leben Puderspechte in einer mehrjährigen Partnerschaft, jedenfalls werden sie auch außerbrutzeitlich meist in Paaren oder Gruppen angetroffen. Die Brutzeit variiert je nach geografischer Verbreitung stark, in Malaysia liegt sie zwischen März und August. Die Nisthöhle wird sehr hoch in starken Stämmen oder Ästen vorgeschädigter oder bereits toter Bäume angelegt. Wahrscheinlich werden alte Höhlen nur in Ausnahmefällen wiederbenutzt, sodass Puderspechte sehr wichtige Höhlenlieferanten für eine Reihe von höhlenbrütenden Säugetieren, vor allem aber für Nashornvögel sind. Der Höhleneingang misst bis zu 10 Zentimeter im Durchmesser. Das Gelege besteht aus 2–4 Eiern. Über Brutdauer und Nestlingszeit sind keine Daten bekannt. Möglicherweise bleiben die Jungvögel bis zur nächsten Brutsaison im Elternverband, oder helfen auch bei der Aufzucht der nächstjährigen Brut, zumindest wurde Bruthilfe in einigen Fällen beobachtet.

## Systematik
In der kleinen Gattung Mulleripicus sind auf Grund morphologischer Ähnlichkeiten drei Arten mittelgroßer bis sehr großer Spechte zusammengefasst, deren Verbreitung auf Sulawesi (Celebesspecht, M. fulvus), auf einige Inseln der Philippinen (Philippinenspecht, M. funebris) beziehungsweise auf Südostasien beschränkt ist. Genetische Untersuchungen, die die nähere Verwandtschaft dieser Arten bestätigen würden, liegen noch nicht vor. Auch die verwandtschaftlichen Beziehungen der Gattung innerhalb der Picinae sind nicht bekannt.
M. pulverulentus ist in zwei Unterarten differenziert. Die oben beschriebene Subspezies M. p. harterti ist auf dem Festland südostwärts bis Nordmalaysia verbreitet. Die Nominatform  besiedelt den südöstlichsten Festlandbereich sowie einige der Großen Sundainseln. Sie ist deutlich dunkler, fast grauschwarz. Autorenabhängig werden noch weitere Unterarten genannt.
In einer 2014 veröffentlichten Arbeit schlagen Winkler et al. die Vereinigung von Mulleripicus und Dryocopus vor.

## Bestand und Bedrohung
Im Jahr 2009 wurde für den größten Teil des Verbreitungsgebietes anhand der ursprünglich vorhandenen Waldfläche, der 1990 und 2005 noch vorhandenen Waldbedeckung und der bekannten Bestandsentwicklung in durch Holznutzung beeinflussten Wäldern eine erste Abschätzung zur Bestandsentwicklung und zum derzeitigen Bestand veröffentlicht. Vor Beginn der Rodungen durch den Menschen betrug die Waldfläche in 15 Ländern mit Vorkommen der Art etwa 1,87 Mio km², davon waren 1990 noch 0,88 Mio km² und im Jahr 2005 noch 0,74 Mio km² erhalten. Als Urwald wurden davon 1990 noch 64.000 km² eingestuft, im Jahr 2005 noch 44.000 km². Die Autoren gehen daher von einem ursprünglichen Bestand von rund 5,6 Mio. Individuen aus, für 1990 schätzen sie den Bestand auf 0,92–1,03 Mio. Individuen, für 2005 auf 257.000-550.000. Zwischen 1990 und 2005 hätte der Bestand demnach um 40–75 % abgenommen, insgesamt um 90–95 %. Da auch die niedrigste Bestandsschätzung zumindest für einige Länder immer noch erheblich über dem dort durch Beobachter dokumentierten Bestand liegt, halten die Autoren auch einen Gesamtbestand von nur noch 26.000 Individuen für möglich. Die IUCN stuft den Puderspecht insgesamt als gefährdet (“vulnerable”) ein.
Trotz des starken Bestandsrückganges weisen Lammertink et al. darauf hin, dass in vielen Ländern noch vitale Populationen vorhanden sind und in für die Arterhaltung besonders bedeutenden Regionen und Schutzgebieten auch bekannte Tierarten wie Orang-Utan und Tiger vorkommen; von dem Schutz der Lebensräume dieser Arten profitiert daher auch der Puderspecht. Die Art selbst kann durch ihre enge Bindung an alte Baumbestände und ihre gute Nachweisbarkeit höchstwahrscheinlich als Indikatorart für zahlreiche an diesen Lebensraum gebundene Wirbellose und baumbewohnende Säugetiere dienen.